# Jákótelki református templom

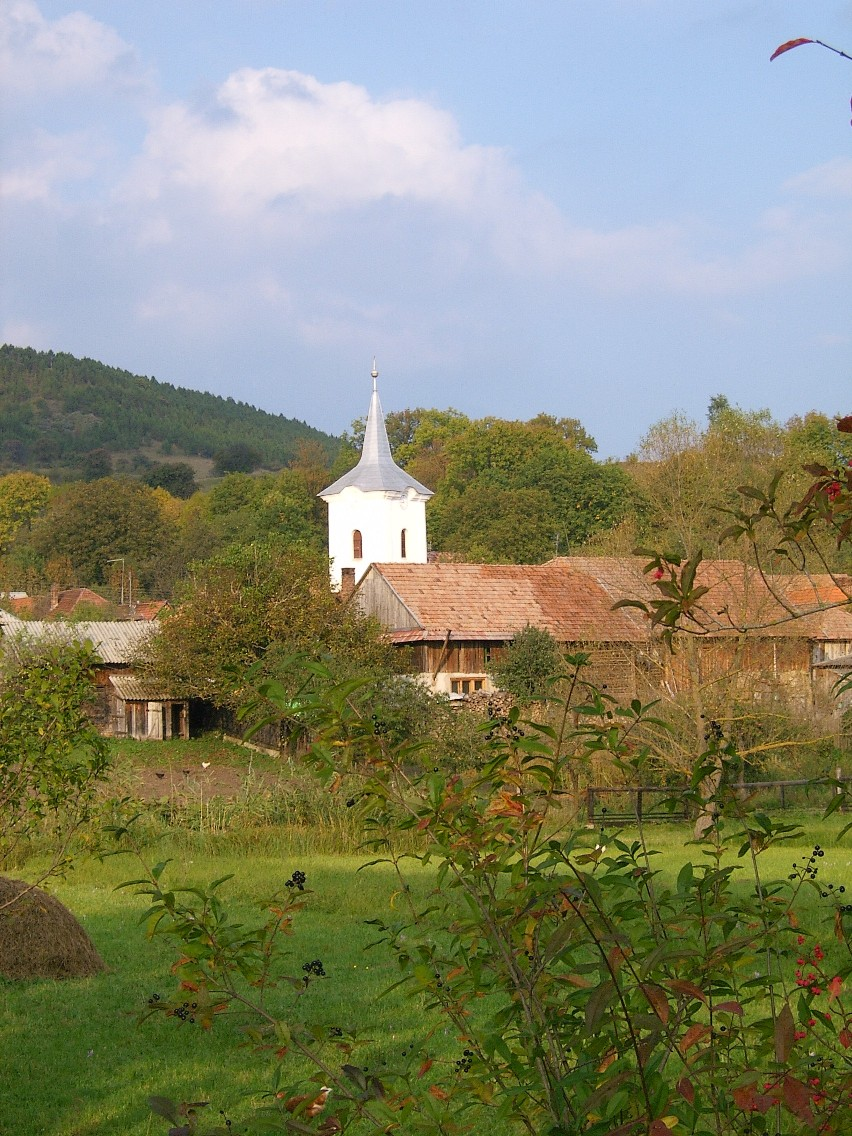
Jákótelke látképe a református templommal

A középkori birtokosáról a Jákó családtól kaphatta nevét. 1393-as említése azonban így szól: "Poss. regalis Jakotelke al(io)nom(ine) Horthlaka".

## Története és leírása
A kalotaszegi Jákótelke református temploma a 15. században épült gótikus stílusban. A nyugati épületrészt 1685-ben átépítették, majd 1747-ben renoválták. A keleti részt 1804-ben építették újjá, tornya 1842-ből való.
A tatarozással a templom elveszített eredeti kalotaszegi jellegét, mivel az új részekbe a szűkös anyagi lehetőségek miatt nem helyezhették már vissza a régi festett fakazettákat, melyeket Umling Lőrinc és fia festettek 1786-ban. A kolozsvári szász festő-asztalos munkáit sok-sok kalotaszegi falu templomában megtaláljuk. Egyediek az olasz reneszánszban gyökerező elemekből alkotott barokkos kompozícióik, melyekkel a templomok mennyezeteit, karzatait, padjait és szószékeit díszítették. Az 1770-es évektől többször Lőrinc és János nevű fiaival dolgozott együtt.
A torony újjáépítésénél a fazsindely helyett is az olcsóbb lemezborítást választották és elmaradtak a fiatornyok is, jellegtelenné téve az amúgy ősi épületet.
A harang 1866-ban a kolozsvári Andrásovszky műhelyében készült.

## Képgaléria

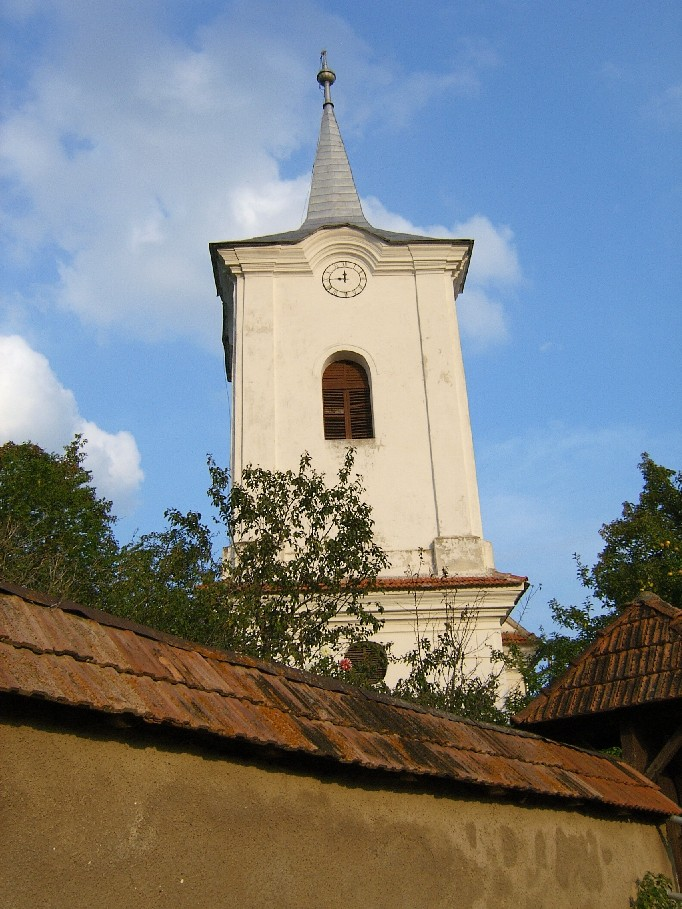
Jákótelki református templom tornya
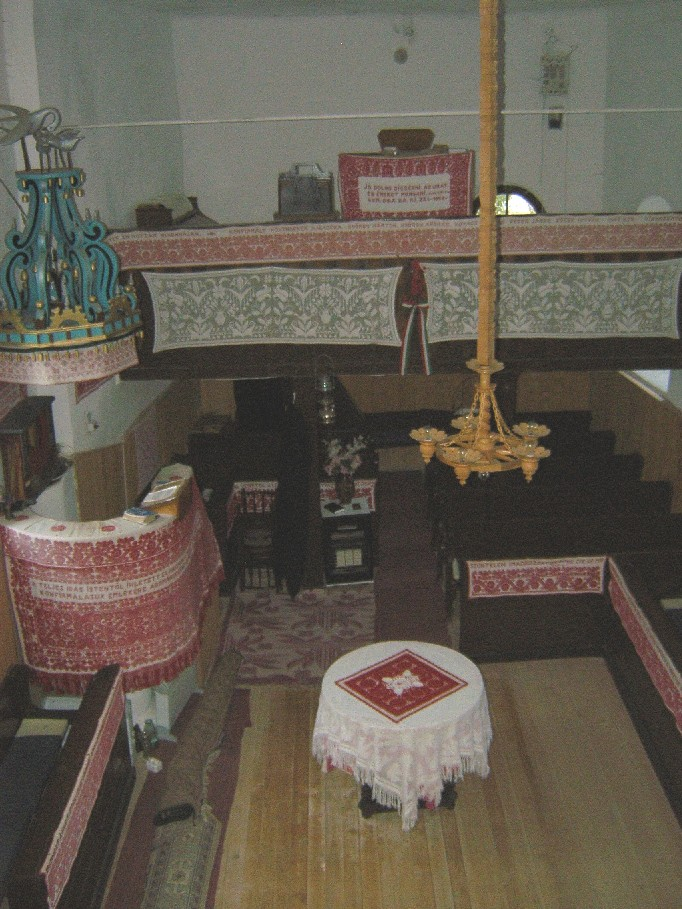
Jákótelki református templombelső
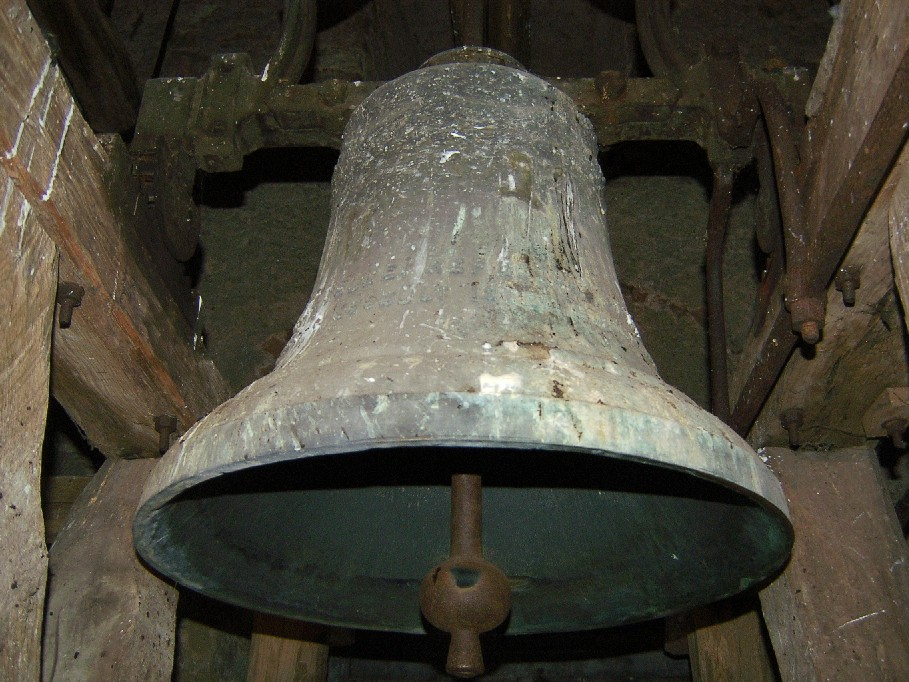
Jákótelki templom harangja
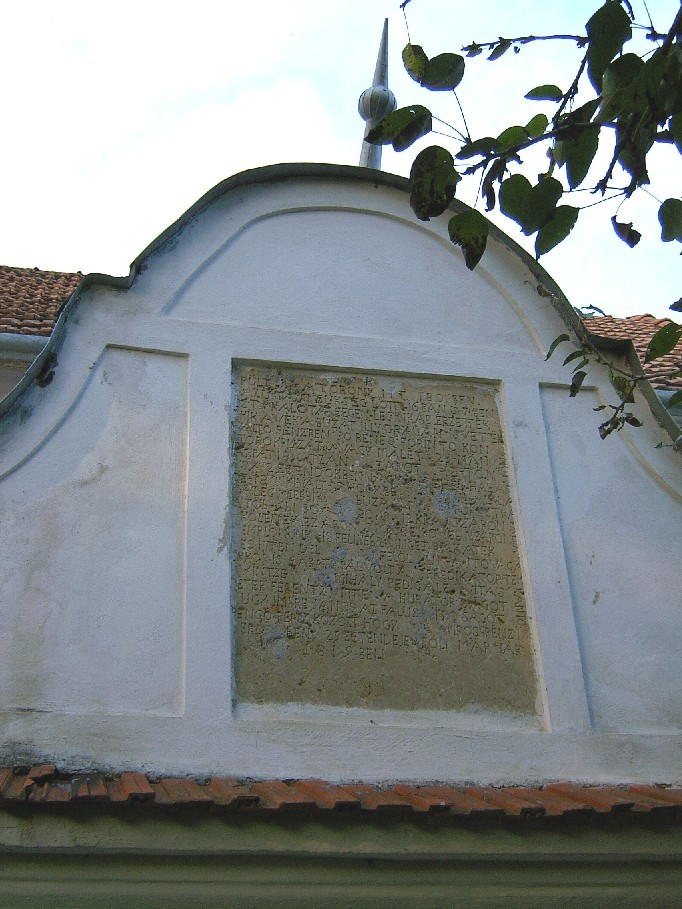
Jákótelki templom bejárata

## Külső hivatkozások
- Kalotaszeg honlapja - kalotaNET